# Lagunárie
Lagunárie (Lagunaria) je rod rostlin z čeledi slézovité. Jsou to stálezelené stromy s jednoduchými tuhými listy a nápadnými, růžovými až purpurovými květy podobnými květům ibišku. Plodem je kulovitá tobolka obsahující žahavá vlákna. Rod zahrnuje 2 druhy a je rozšířen ve východní Austrálii a na některých ostrovech východně od Austrálie. Lagunárie Patersonova je pěstována jako okrasný, pěkně kvetoucí strom a lze se s ní setkat i ve Středomoří a na Kanárských ostrovech. Lokálně strom poskytuje také vlákna a dřevo.

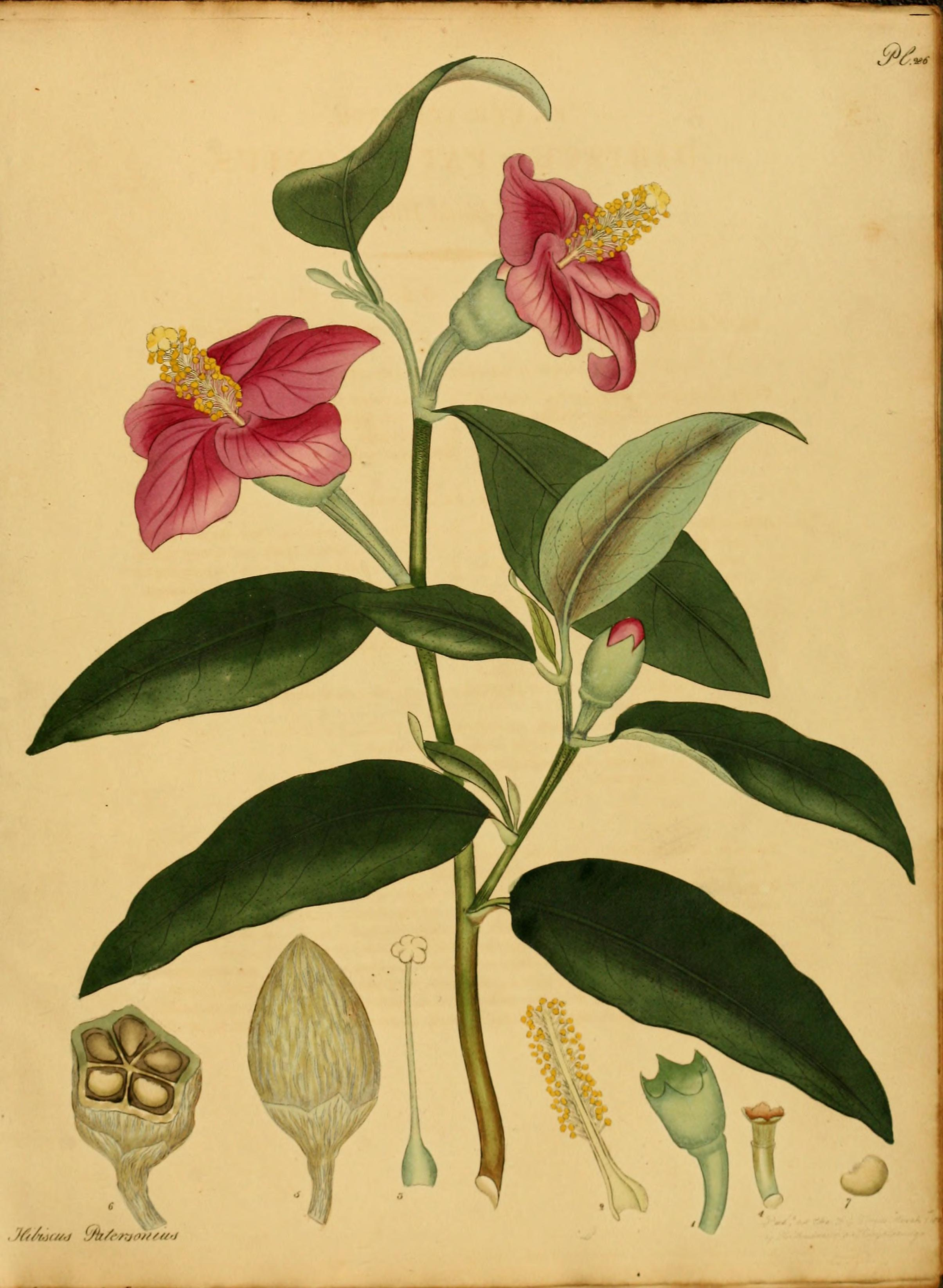
Ilustrace lagunárie z roku 1797

## Popis
Lagunárie jsou stálezelené, středně velké stromy s přímým kmenem a hustou korunou. Dorůstají výšky asi 12 až 20 metrů. Listy jsou tuhé, kožovité, jednoduché, řapíkaté, střídavé. Čepel je vejčitá až podlouhle eliptická, na rubu světle plstnatá, na líci drsná. Květy jsou růžové až purpurové, asi 5 cm velké, nápadné, podobné květům ibišku. Vyrůstají jednotlivě z úžlabí listů, na koncích větví mohou být i nahloučené. Kalich je srostlý, zakončený 5 zuby. Kalíšek je rovněž srostlý, před rozkvětem obaluje květní poupě a později opadává. Tyčinky jsou srostlé do dlouhé trubičky z níž postupně odbočují. Semeník obsahuje 5 komůrek s několika vajíčky. Plodem je kulovitá tobolka pukající 5 chlopněmi. Semena jsou ledvinovitá, lysá, v plodech obklopená bílými žahavými vlákny.

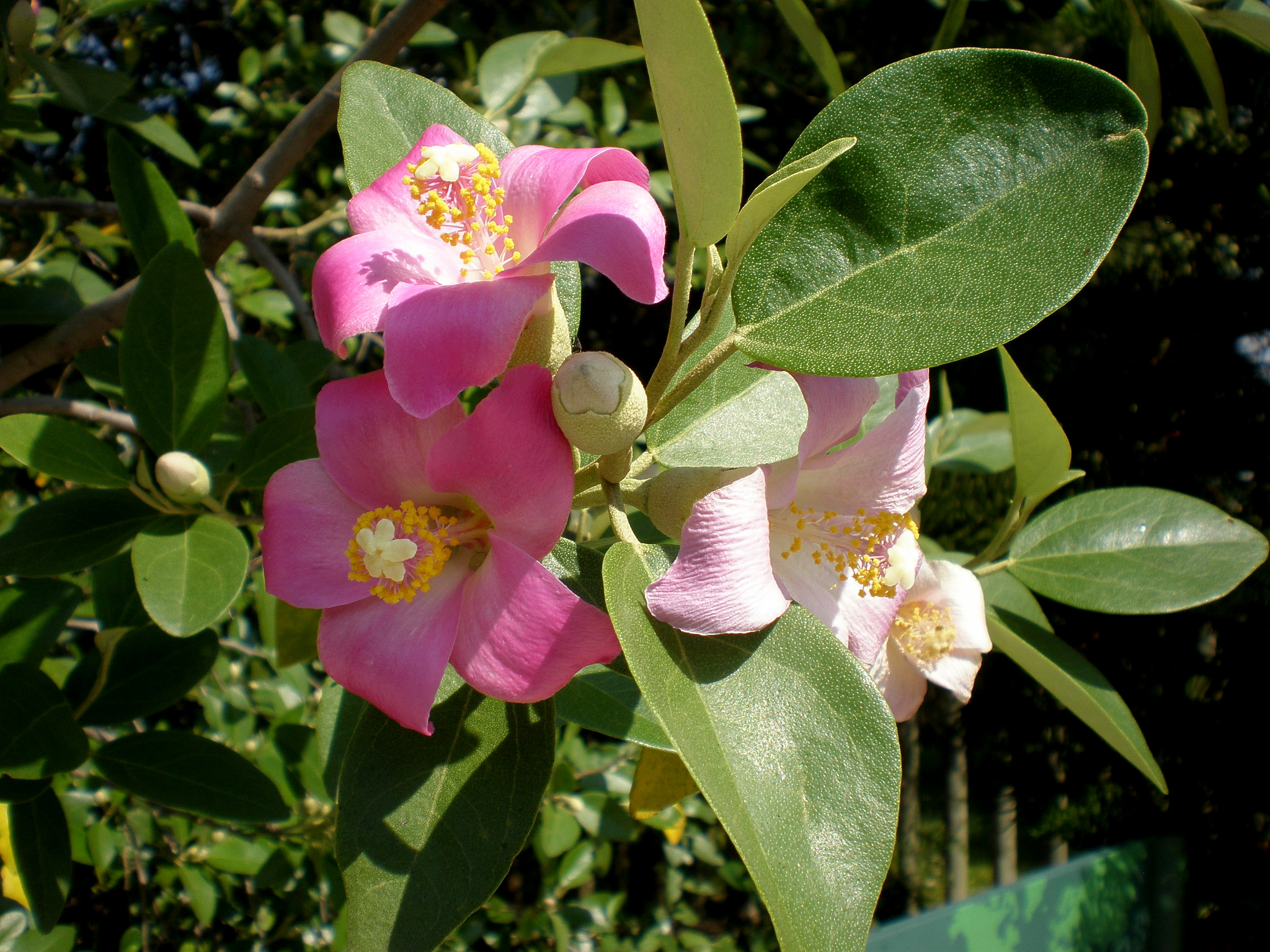
Kvetoucí větévka lagunárie Patersonovy
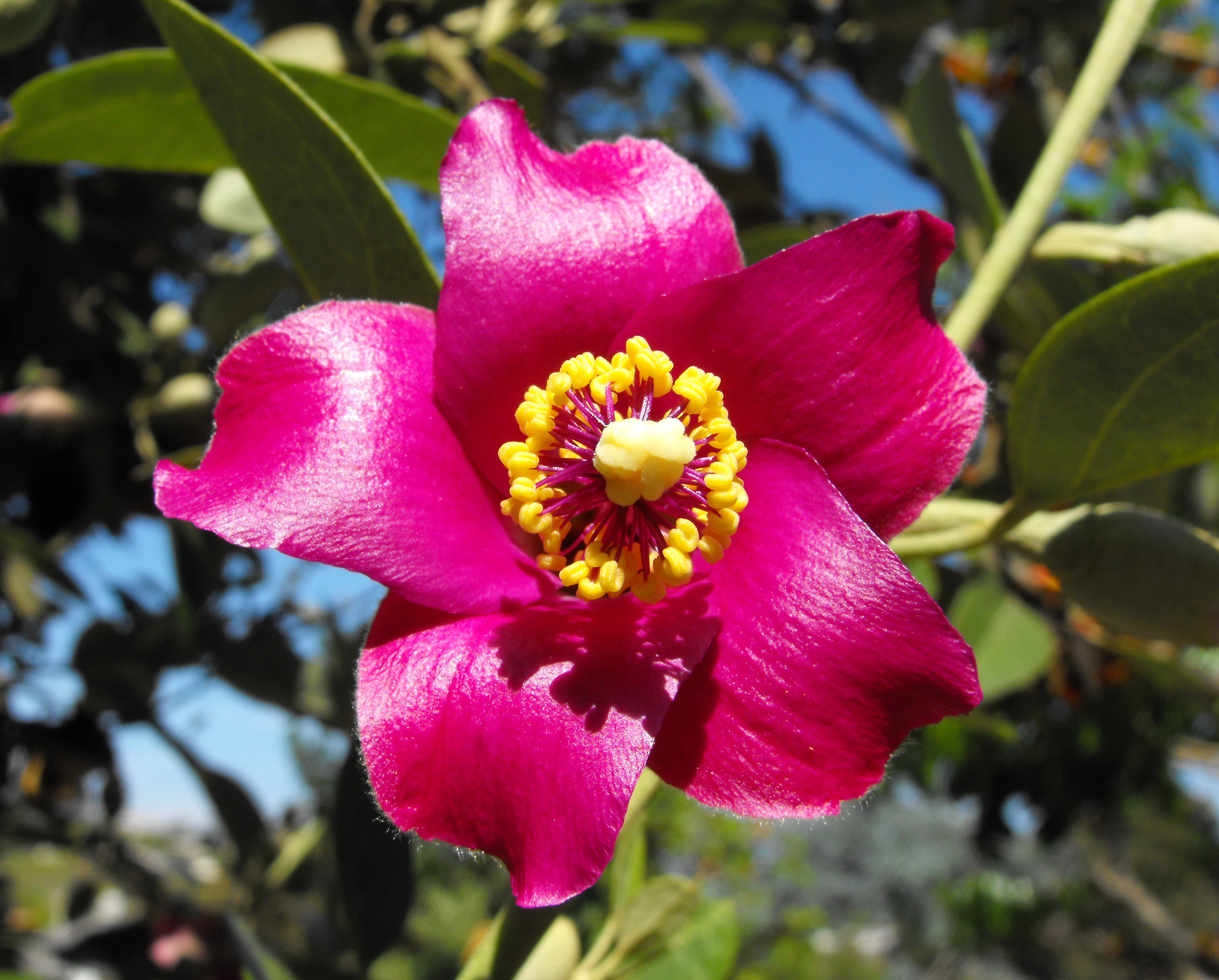
Květ lagunárie Patersonovy
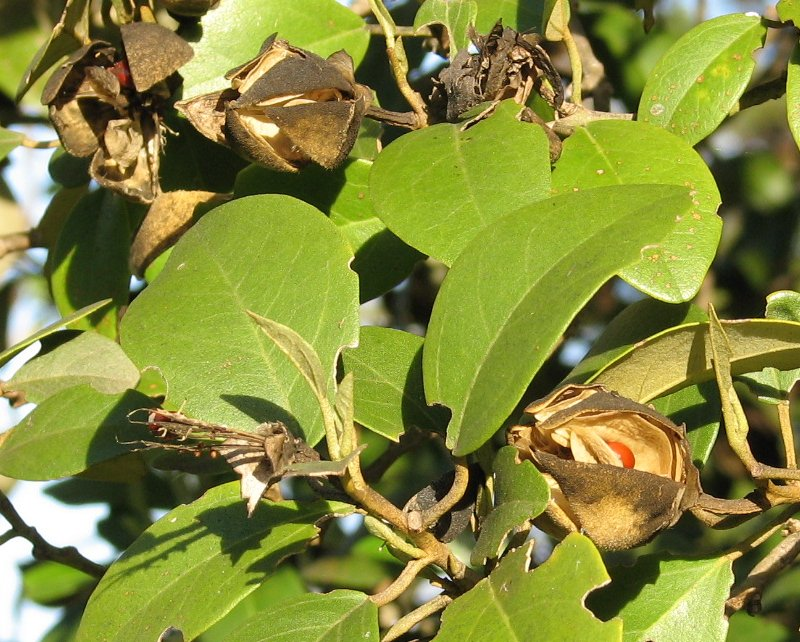
Větévka se zralými plody

## Rozšíření
Rod zahrnuje 2 druhy. Je rozšířen v Austrálii a na některých ostrovech jižního Tichomoří. Lagunárie Patersonova se vyskytuje na ostrovech Lord Howe a Norfolk východně od Austrálie. Druh Lagunaria queenslandica je endemit severovýchodního Queenslandu, kde se vyskytuje v pobřežních oblastech. Lagunárie rostou zdomácněle i v jiných částech východní Austrálie a na ostrově Phillip Island u australských břehů.

## Taxonomie
Rod Lagunaria poprvé jako samostatný zveřejnil H.G.L. Reichenbach v roce 1828. Před ním jej popsal Augustin Pyramus de Candolle jako sekci rodu Hibiscus. Po dlouhý čas zahrnoval tento rod jediný druh, Lagunaria patersonia, u něhož byly rozlišovány 2 poddruhy (či variety), subsp. patersonia a subsp. bracteata. V roce 2006 byl poddruh bracteata, pocházející z australského Queenslandu, oddělen jako samostatný druh L. queenslandica. Taxonomická pozice rodu Lagunaria byla dlouho nevyjasněná, neboť vykazuje přechodné znaky mezi podčeledí Malvoideae (Malvaceae s.str.) a podčeledí Bombacoideae (dříve čeleď Bombacaceae). V současné taxonomii je kladen do podčeledi Malvoideae a většinou do tribu Hibisceae. Molekulární výzkumy ukázaly, že zařazení tohoto rodu do daného tribu neodpovídá fylogenetice, neboť rod Lagunaria společně se 3 dalšími příbuznými rody (Camptostemon, Radyera a Howittia) tvoří monofyletickou větev sesterskou celé podčeledi Malvoideae a činí tak tribus Hibisceae parafyletickým. Sesterskou větví rodu Lagunaria je monotypický rod Howittia, který má také podobné rozšíření (východní Austrálie a ostrov Lord Howe).

## Zajímavosti
Semena jsou v plodech obklopená bílými vlákny s velmi dráždivým, žahavým účinkem na pokožku. Tato vlastnost je základem četných místních názvů pro tento strom, jako je pica-pica nebo itch tree.

## Zástupci
- lagunárie Patersonova (Lagunaria patersonia)[10]

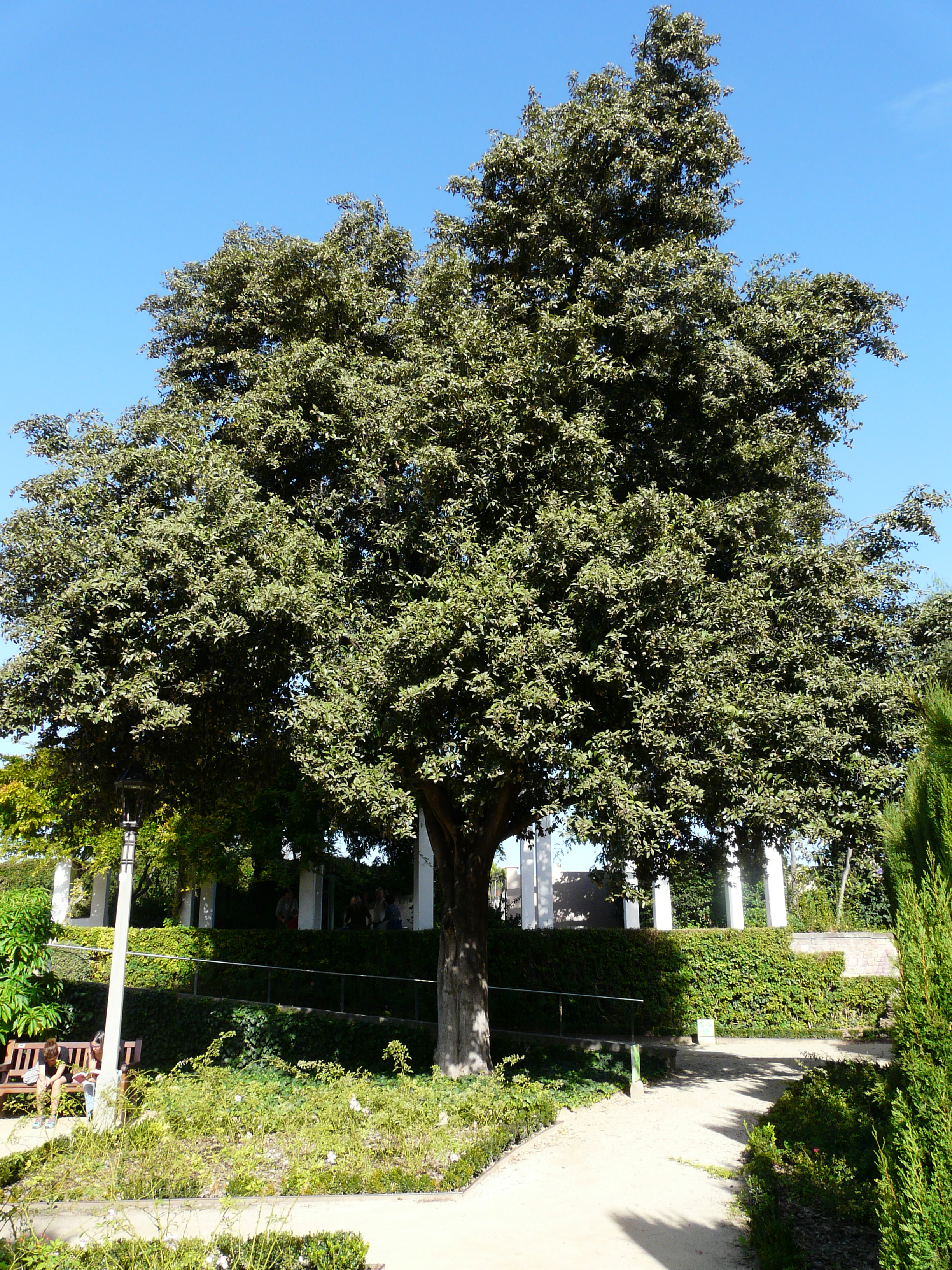
Lagunárie Patersonova jako okrasný strom v Barceloně

## Význam
Lagunárie Patersonova je v australské oblasti s oblibou pěstována v zahradách a parcích jako okrasný keř. Vysazuje se též podél silnic. Lze se s ní setkat i v jiných částech světa včetně Středomoří, kde je vysazována zejména v městské zástavbě, a na Kanárských ostrovech. Rozmnožuje se buď výsevem semen nebo polovyzrálými letními řízky. Z kůry se získávají kvalitní vlákna. Dřevo je měkké a bílé. Je místně používáno zejména na různé stavby.